# Lycosa castanea
Lycosa castanea este o specie de păianjeni din genul Lycosa, familia Lycosidae, descrisă de Hogg, 1905.
Este endemică în South Australia. Conform Catalogue of Life specia Lycosa castanea nu are subspecii cunoscute.